# Caserme del Campone
Le caserme erariali del Campone o più semplicemente caserme del Campone, originariamente chiamate Aerarialcasernen Campone, sono state caserme di fanteria e di cavalleria, situate nel centro storico di Verona, progettate dalla k.k. Genie-Direktion Verona austriaca di stanza nella città scaligera e costruite tra 1847 e 1854. La caserma di fanteria è stata usata come carcere sino agli anni novanta del Novecento ma è attualmente inutilizzata, mentre la caserma di cavalleria è stata restaurata nei primi anni ottanta ed è divenuta sede del tribunale di Verona.

## Descrizione

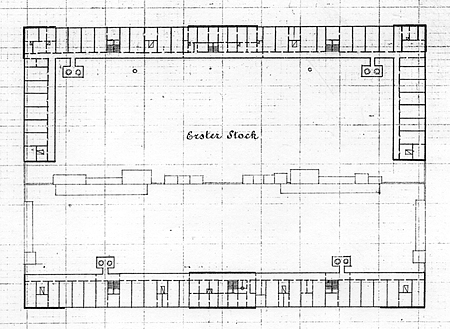
Pianta di progetto delle complesso del Campone; in alto la caserma di cavalleria e in basso quella di fanteria

Il complesso del Campone è composto da due grandi edifici: la caserma di fanteria e la caserma di cavalleria. Esse racchiudono una vastissima corte d'armi di 25 000 m² e sono disposte, rispettivamente, lungo il lato orientale e lungo il lato occidente di un grande isolato rettangolare, prossimo alla cinta magistrale tra i bastioni della Santissima Trinità e di San Francesco.
I modelli architettonici delle caserme del Campone sono da ricercarsi nelle caserme tardo settecentesche, in stile classico, di Theresienstadt, una città fortificata absburgica completamente edificata ex novo in Boemia, sotto la soprintendenza del feldmaresciallo Carlo Clemente Pellegrini, veronese, direttore generale del Genio e delle Fortificazioni.

### Caserma di fanteria
La caserma di fanteria, a corpo lineare semplice, si eleva su tre piani. I solai dei primi due piani sono retti da volte ribassate di laterizio, mentre quelli del sottotetto sono costituiti da strutture a travi lignee. In tempo di pace poteva acquartierare più di 1 100 soldati in camerate comuni.
La parte centrale del fabbricato era destinata al comando e agli alloggiamenti degli ufficiali. Un corridoio percorre tutto l'edificio sul lato posteriore e si collega a tre corpi scala, posti in posizione intermedia a disimpegnare la sequenza delle stanze. Su ogni piano, alle estremità, erano collocate quattro cucine comuni. I servizi igienici erano invece raggruppati in due corpi a torre, separati dal fabbricato, e posti al centro dei due tratti destinati alle camerate comuni. Due fabbricati retrostanti, di un solo piano, disposti sui lati della corte, erano destinati alle lavanderie e ai depositi di legna e di carbone.
Nel prospetto rivolto all'esterno, disegnato in stile neoclassico, si nota la prevalenza, accentuata anche dal leggero scarto in avanti, del tratto centrale e delle testate, queste ultime ornate su tutta l'altezza dal paramento a intonaco bugnato liscio. La più ricercata connotazione architettonica del tratto centrale, che ospita il comando, consiste nell'inserto ben proporzionato, sul basamento bugnato, di un frontespizio di otto lesene doriche su ordine gigante. Dalla zoccolatura delle lesene il risalto orizzontale si distende lungo le ali dell'edificio, sottolineando l'inusuale sviluppo longitudinale. Nel prospetto verso la corte interna la parte centrale è connotata, in negativo, per la semplicità compositiva rispetto al resto della facciata, che è invece ritmata dalla serie uniforme delle archeggiature a sesto ribassato su triplice ordine.

### Caserma di cavalleria

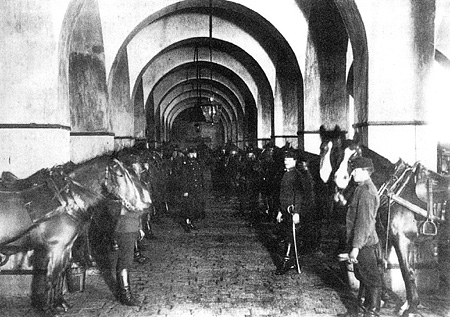
L'interno delle caserme di cavalleria

Pure la caserma di cavalleria, a corpo lineare rigirante su tre lati, si erge su tre piani. La parte centrale del fabbricato, oltre al passaggio d'ingresso, conteneva al piano terra i depositi per le vivande e due alloggi di servizio. Gli altri due piani erano invece occupati dal comando e dagli alloggi del maestro d'equitazione e del comandante.
Il piano terra era quasi completamente destinato alle scuderie e agli usi complementari: i depositi di fieno, delle selle e dei finimenti, l'officina del maniscalco, l'ambulatorio dei quadrupedi. La caserma era dotata di poste per 368 cavalli, in scuderie da 10 o da 20. Il resto dei due piani superiori era occupato dalle camerate comuni e dai depositi d'equipaggiamento. Potevano essere acquartierati, in tempo di pace, fino a 984 soldati e 8 ufficiali. Altri due alloggi per ufficiali erano disposti negli ultimi moduli di testata.
Le cucine comuni erano quattro per piano, collocate alle estremità delle ali posteriori e in posizione intermedia nel corpo principale. Le torri dei servizi igienici, distaccate dal fabbricato, sono in posizione centrale rispetto alle due parti di caserma destinate alle camerate comuni. Addossati al muro di recinzione retrostante, alcuni fabbricati di un solo piano servivano per le lavanderie e i depositi di legna e carbone. Vi erano altre due scuderie: una a disposizione del maestro d'equitazione, l'altra per i quadrupedi ammalati.
L'impianto distributivo è quello del corpo in linea: ai piani superiori il corridoio laterale sul fronte posteriore si sviluppa su tutta la lunghezza dell'edificio, con tre vani scala in posizione intermedia nel corpo di fabbrica principale; solo al piano terra il corridoio laterale è limitato al tratto centrale. Il modulo principale che regola la partizione planimetrica dell'edificio è di 11,05 metri, derivato dal dimensionamento della scuderia a doppia fila. Al piano terra, in gran parte riservato alle scuderie, la copertura è formata da una successione bidirezionale di volte a vela di laterizio, appoggiate su archi e su pilastri quadrati. Le altre sale, come tutti gli interni del primo piano, sono coperte da volte di laterizio a sesto ribassato. Il solaio del sottotetto è retto da struttura a travi lignee.
Per il prospetto principale valgono i medesimi criteri compositivi applicati nella caserma di fanteria. Come in quella, si accentua la prevalenza figurativa del tratto centrale, che ospita il comando, e dei blocchi di testata, ai quali si innestano le ali posteriori. Nel prospetto verso la corte, le archeggiature sono qui sostituite da file regolari di finestre.